# 哈丁斯堡 (肯塔基州)
哈丁斯堡（英語：Hardinsburg），是美国肯塔基州的一座城市。建立于1780年，面积约为9.1平方公里（3.5平方英里）。根据2010年美国人口普查，该市的人口为2,343人。